# Union Springs (Alabama)
Union Springs – miasto w południowo-wschodniej części Stanów Zjednoczonych, w Alabamie, stolica hrabstwa Bullock.

## Demografia
- Liczba ludności: 3154 (2023)[1]
- Gęstość zaludnienia: 177,2 os./km²
- Powierzchnia: 17,8 km²